# ケング・キュヨール
ケング・キュヨール (ロシア語: Кенг-Кюёль; サハ語: Киэҥ Күөл)とは、ロシア連邦サハ共和国アビー地区ウオルブト農村居住区域にある村。地区の中心地であるベラヤ・ゴラの80キロメートル南東に位置する。人口は207人（2017年）。